# Hermandad de Cristo Rey de los Mártires (Ocaña)
Cristo Mártir bendice las calles de Ocaña (Toledo) con su presencia. Sus hermanos alumbran el discurrir procesional con luz de faroles. La presencia de los miembros de la Asociación Cultural "Voluntarios de Madrid 1808-1814" ataviados con un uniforme del Regimiento 1º de Voluntarios de Madrid, nos hablan del camino de Perdón para todos aquellos que de una forma u otra han dado su vida por los demás, empezando por Él, que es Verdad y Vida.

## Reseña histórica
Fue fundada en 1939 y desfila procesionalmente desde 1986.

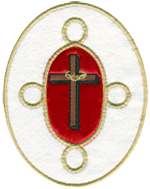
Emblema Está representado por una cruz latina y corona de espinas entre sus brazos, todo ello dentro de un óvalo sobre fondo rojo y adornado de cuatro círculos.

Es la hermandad más reciente de las que componen la Junta de Cofradías de Ocaña. En el mes de octubre del año 1939, familiares y parientes de los "Caídos por Dios y por España" se congregan para conmemorar los funerales de todos los ocañenses que fueron martirizados a principios de la Guerra Civil. 
En ese mismo año, tienen lugar actos de Piedad, itinerarios procesionales con hachones concluyendo en el cementerio y exequias para rememorar tal "Martirologio", lo que se transmitió a los años siguientes. Debido a esto, nace la idea de fundar una hermandad y, son los parientes y compañeros de los mártires los que consiguen un Cristo que, ya desde entonces, se venerará en la Iglesia Conventual de San José de RR.MM. Carmelitas, pues es allí donde ellos tenían su domicilio. 
El 20 de marzo de 1992, el obispo auxiliar y vicario general del arzobispado de Toledo, Rafael Palmero Ramos, legaliza los estatutos de la hermandad. Una vez conformada, promueve la divulgación de las ideas de un "Camino de Paz y Perdón" y "la Paz y Unión de los pueblos del Mundo". En febrero del año 1990, la hermandad en Junta Ordinaria establece el itinerario procesional que hoy en día realiza.
Cristo Rey de los Mártires está situado en el altar levantado en honor a los Caídos por Dios y por España. En los estatutos, se establece a los RR.PP. Dominicos como capellanes y directores espirituales de la hermandad. Actualmente, es la Hermandad y Cofradía de Nazarenos del Santísimo Cristo de los Mártires y María Santísima de la Victoria (cofradías hermanadas) junto con la Asociación Histórico-Cultural Voluntarios de Madrid 1808-1814, los que acompañan a la imagen de Cristo Rey de los Mártires.

## Sede canónica
Iglesia Conventual de San José (RR.MM. Carmelitas Descalzas).

## Número de componentes
203 hermanos y hermanas.

## Hábito

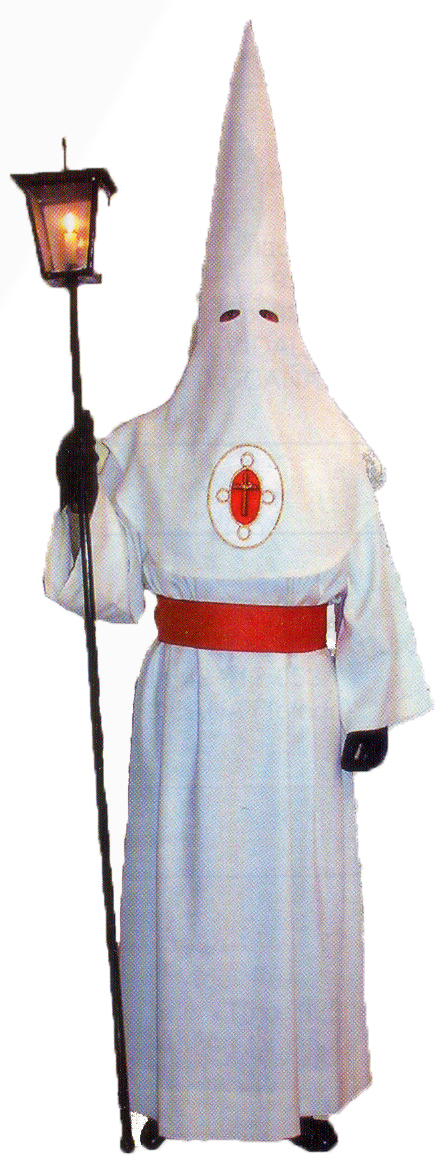
Hábito de la Hermandad de Cristo Rey de los Mártires en la Exaltación de la Santa Cruz.

Túnica de color hueso y capuz del mismo color sobre el que campea el emblema de la Hermandad. Fajín rojo y ancho con doble caída. Zapatos negros y guantes negros.

## Sitios de interés
- Plaza de D. Gutierre de Cárdenas. En el momento en el que Cristo Rey de los Mártires se sitúa de cara al Monumento a los Caídos, se rinde homenaje a todos los que dieron su vida por Dios y por España a la vez que suenan los acordes del himno "La muerte no es el final".
- Iglesia Conventual de San José. A la entrada del titular, los hermanos alzan el paso con la mano derecha superando el dintel de la puerta del templo a la vez que suenan los acordes del Himno Nacional. Finalizado el Himno, culmina la procesión al grito de "Viva Cristo Rey de los Mártires".

## Actividades
Conmemora tres días de Piedad comunitaria: el primero, el Sábado de Pasión con Hora Santa, Acto Litúrgico, Adoración de Jesucristo Rey Sacramentado, Santo Rosario y Eucaristía con exposición menor y recogimiento en la Iglesia Conventual de San José; el segundo, el Lunes Santo, con procesión y Vía Crucis con la imagen de Cristo Rey de los Mártires; el tercero, en octubre, con oración y funeral por los españoles que cayeron en la contienda civil y los hermanos fallecidos. La hermandad organiza los Oficios de Jueves Santo en la Iglesia Conventual de San José, lo que sirve de agradecimiento a las RR.MM. Carmelitas Descalzas por custodiar la imagen de Cristo Rey de los Mártires. 